# Hemideina thoracica
Hemideina thoracica är en insektsart som först beskrevs av White, A. 1846.  Hemideina thoracica ingår i släktet Hemideina och familjen Anostostomatidae. Inga underarter finns listade i Catalogue of Life.

## Bildgalleri

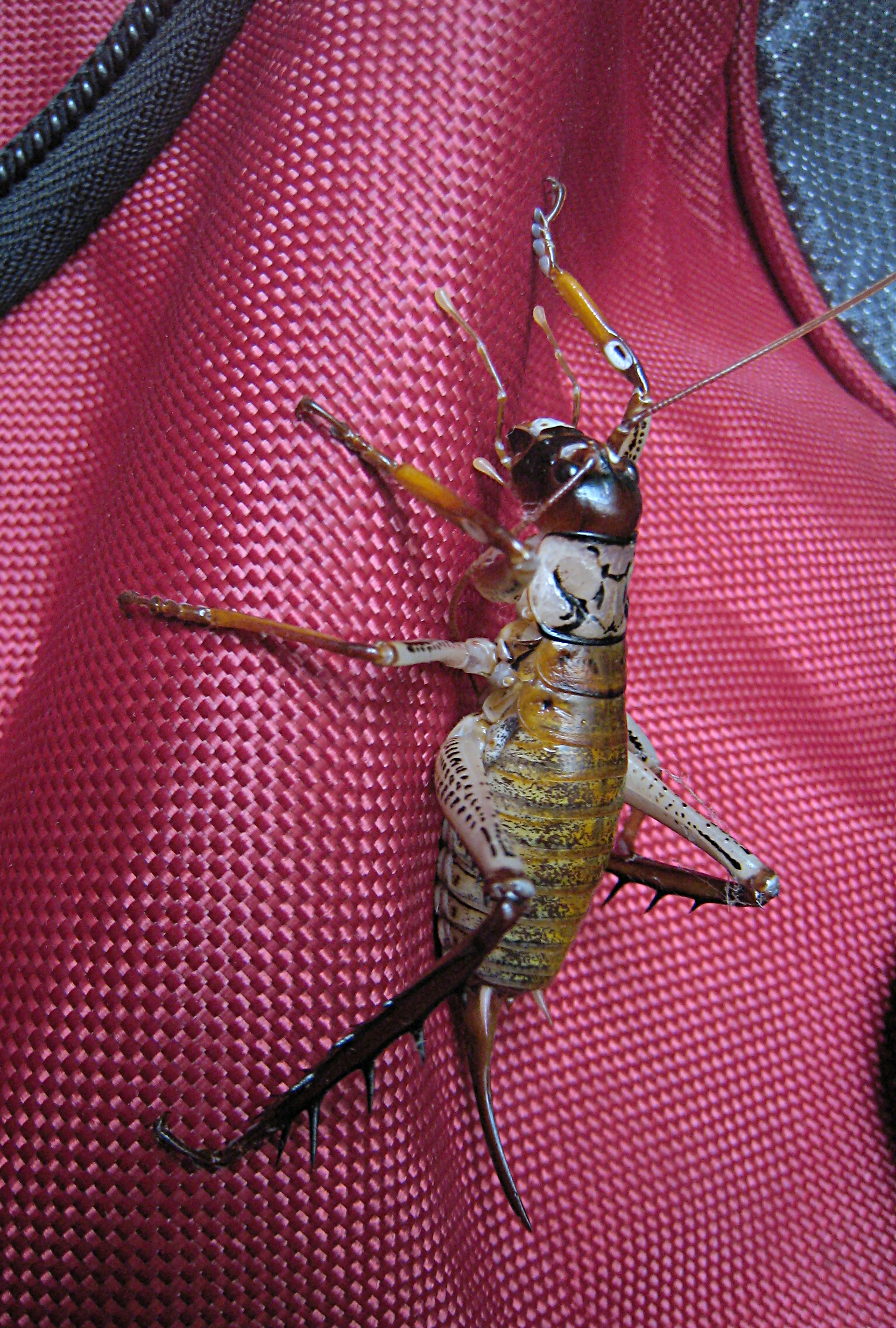
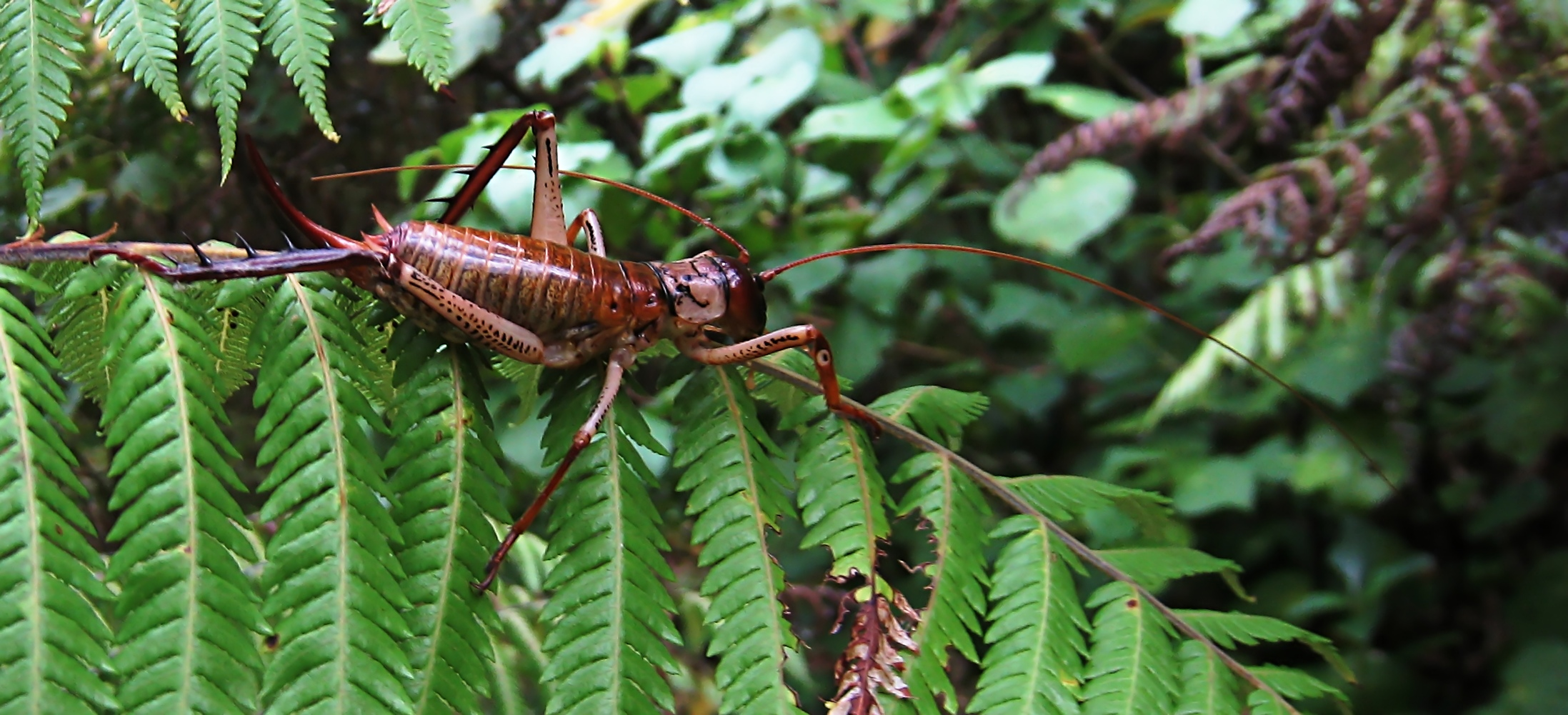
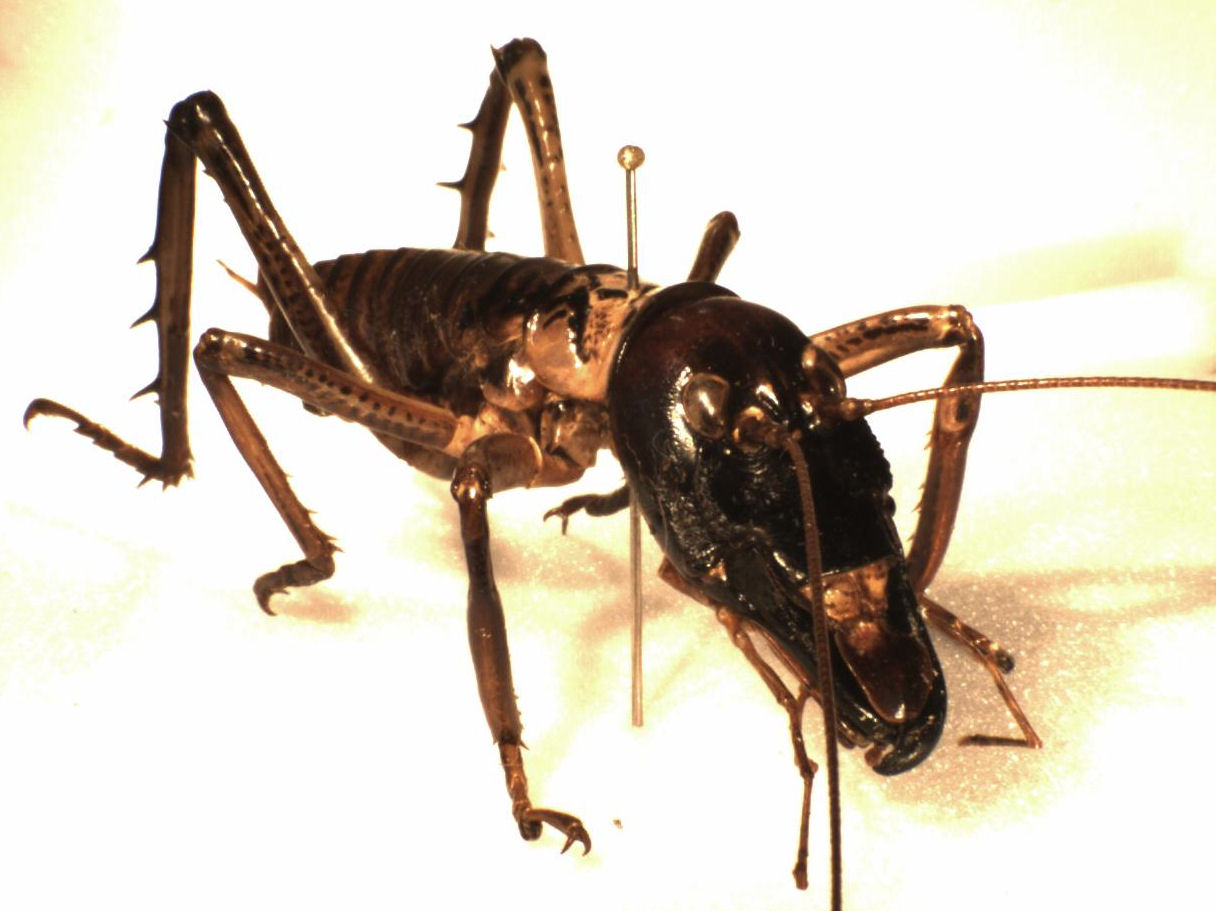